# Casa de l'Aigua (métro de Barcelone)
Casa de l'Aigua est une station de la ligne 11 du métro de Barcelone.

## Situation sur le réseau
La station se situe sous la rue de l'Eau bleue (Carrer d'Aiguablava), sur le territoire de la commune de Barcelone, dans le district de Nou Barris. Elle s'intercale entre le terminus de Trinitat Nova et la station Torre Baró | Vallbona de la ligne 11.

## Histoire
La station ouvre au public en 2003, à l'occasion de la mise en service de la ligne 11.

## Services aux voyageurs

### Accès et accueil
La station dispose d'une seule voie dotée d'un quai latéral.